# The Rat's Knuckles
The Rat's Knuckles è una comica muta del 1925 diretta da Leo McCarey con protagonista Charley Chase.
Il film fu distribuito il 4 gennaio 1925.